# Cônego João Pio
Cônego João Pio é um distrito do município brasileiro de São Domingos do Prata, no interior do estado de Minas Gerais. Segundo o censo demográfico de 2022, realizado pelo Instituto Brasileiro de Geografia e Estatística (IBGE), sua população era de 829 habitantes e havia 343 domicílios particulares permanentes ocupados. Possui área de 66,80 km² conforme a Fundação João Pinheiro (FJP). Foi criado pela lei nº 336 de 27 de dezembro de 1948.
De acordo com o IBGE, em 2010 a população era de 1 026 habitantes e havia 497 domicílios particulares.